# 아나바시스 (크세노폰)
아나바시스(Anabasis)는 고대 그리스의 군인이자 작가인 크세노폰의 저작(전7권)이다.

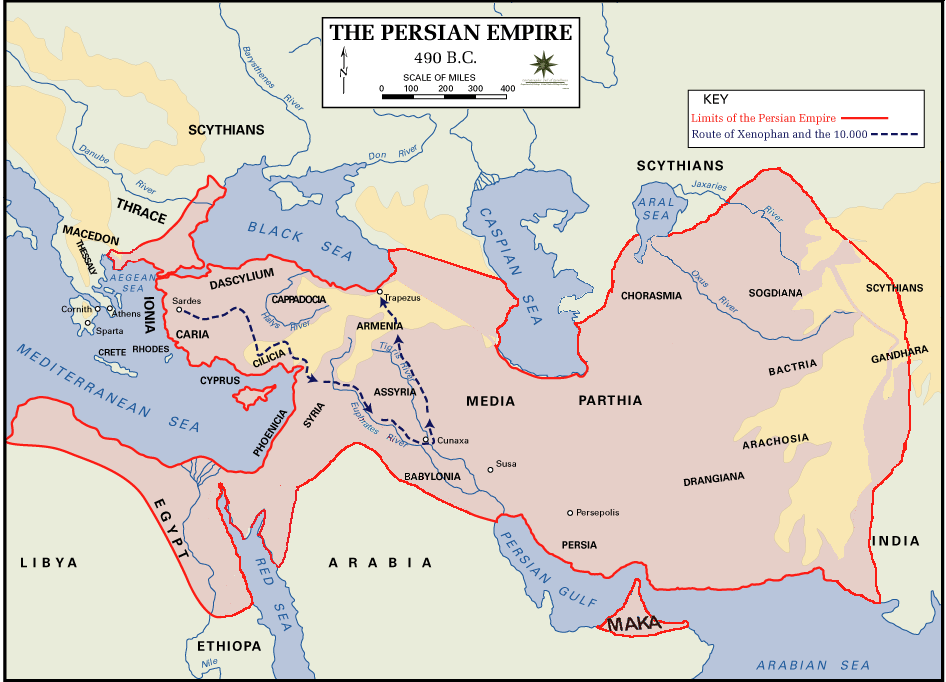
크세노폰의 이동 경로

페르시아의 아케메네스 제국 다리우스 2세의 아들인 키루스(Cyrus the Younger)는 그의 형 아르타크세르크세스 2세와 왕위를 다투기 위해 그리스 용병을 고용하였다. 전투에서 키루스가 전사하자 그리스 용병 부대는 크세노폰의 지휘 하에 흑해 연안으로 나와 그리스로 귀환한다. 크세노폰은 이 때의 이야기를 아나바시스에 기록하였다.

## 참고 문헌
- 천병희 옮김, 《페르시아 원정기》, 숲, 2011년 8월 20일